# 莫内托
莫内托（法語：Monéteau，法語發音：[mɔneto]），法国中北部城市，勃艮第-弗朗什-孔泰大区约讷省的一个市镇，隶属于欧塞尔区，其市镇面积为18.19平方公里，2022年1月1日时人口数量为4,113人，在法国城市中排名第2,689位。
莫内托位于约讷省中部，欧塞尔市区正北方向，约讷河畔，拉罗什-米热讷－科讷铁路和A6高速公路由此通过。莫内托是欧塞尔的一个近郊卫星城，通过多条道路及公共汽车线路连接欧塞尔市区。

## 地名来源

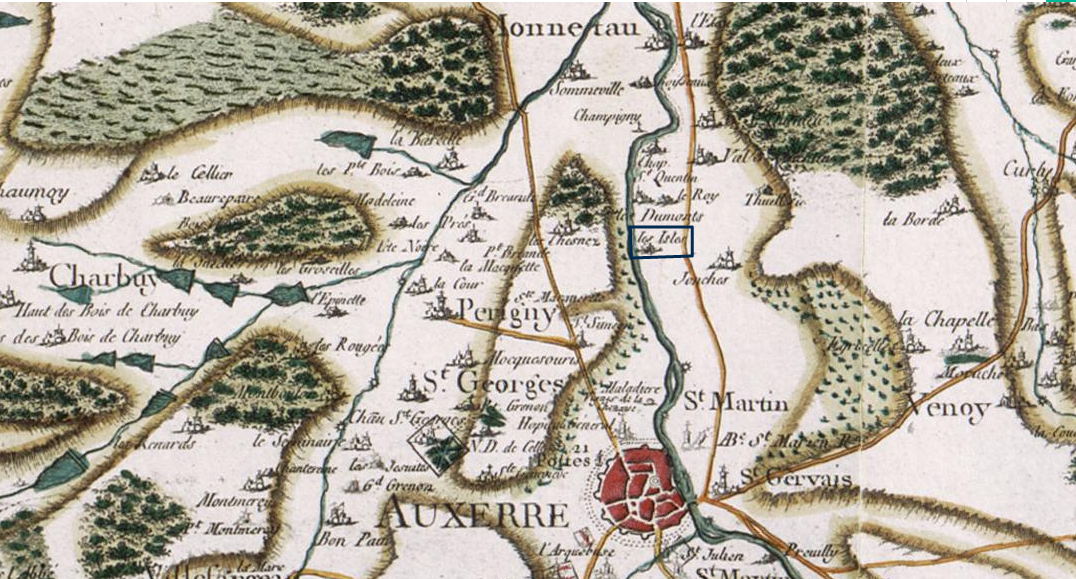
卡西尼地图上标注的Monnetau

“莫内托”一名来源于拉丁语单词“monasterium”，意为“修道院”，法国南部城市勒莫纳斯泰尔的名称来源与其相同。

## 历史
莫内托的早期历史尚不清楚，其境内曾出土戴克里先时期的钱币。当地最初于853年被记载，此后长期为一处普通村落。法国大革命后，莫内托成为约讷省的一个市镇。工业革命期间，沿约讷河修建的运河及铁路均由此通过。1972年，锡奥内特河畔苏热尔整体并入莫内托的市镇范围。20世纪末，莫内托人口数量快速增加，成为欧塞尔的一个卫星城。

## 地理

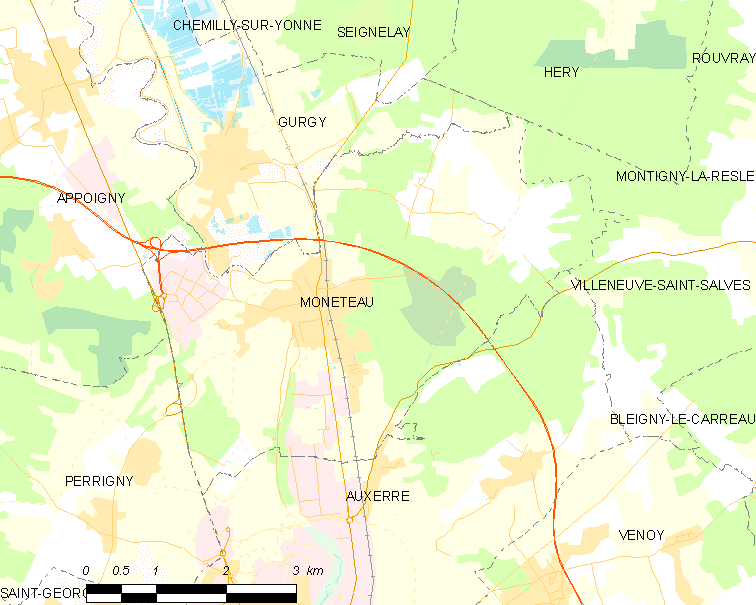
莫内托市镇范围地图

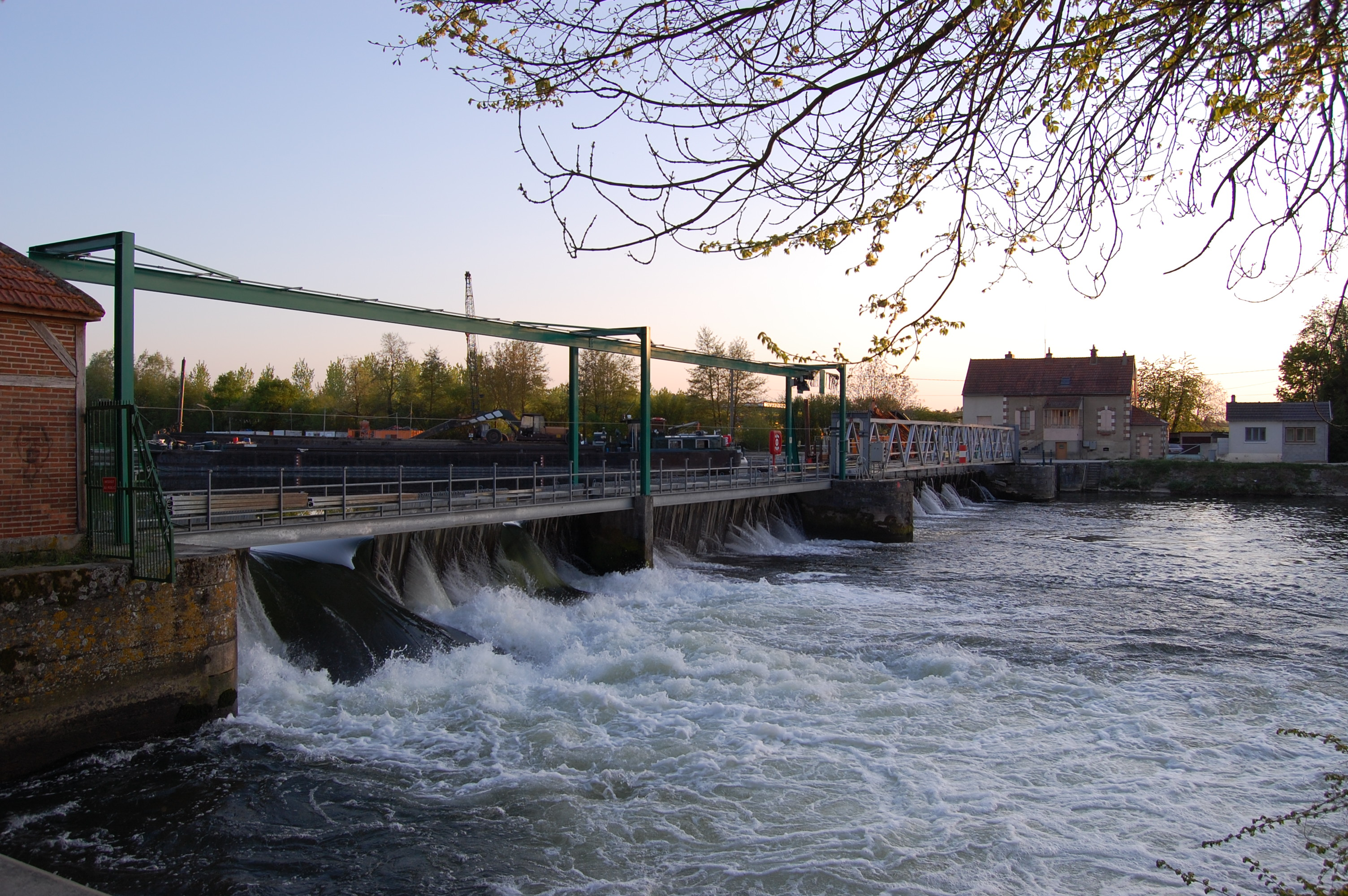
约讷河上的水坝

莫内托位于法国中北部，勃艮第-弗朗什-孔泰大区西北部和约讷省中部，距离省会欧塞尔大约5公里。与莫内托接壤的市镇包括：居尔日、阿普瓦尼、欧塞尔、埃里、佩里尼、圣萨尔沃新城。

### 地形
莫内托位于约讷河平原腹地，境内以浅丘为主，市镇中心地势较为平坦，东侧略有起伏，全境海拔在88到181米之间。

### 水文
约讷河干流自南向北流经境内，该河是塞纳河的第一大支流，另有一些小溪流经境内。

### 植被
莫内托属于温带阔叶混交林区，市区东侧有大片天然林地分布，市中心的约讷河畔则被开辟为城市绿地公园。
在鲜花城市的评比中，莫内托被评为3星级鲜花城市。

### 气候
莫内托在柯本气候分类法中属于温带海洋性气候。

## 行政区划
莫内托是法国勃艮第-弗朗什-孔泰大区约讷省的一个市镇，编号为89263。莫内托隶属于欧塞尔区、约讷省第一选区以及欧塞尔第二县，同时也是欧塞尔城市圈公共社区的组成部分。
法国国家统计与经济研究所（简称）在进行数据统计时，将莫内托及相邻的另外两个市镇设为欧塞尔城市核心区，并将包括核心区在内的周边共68个市镇划为欧塞尔城市区。自2020年起，欧塞尔城市区被包含104个市镇的欧塞尔城市辐射区代替。此外，还将莫内托市镇整体看作一个“块区”（IRIS），以便于统计人口分布情况。

## 交通

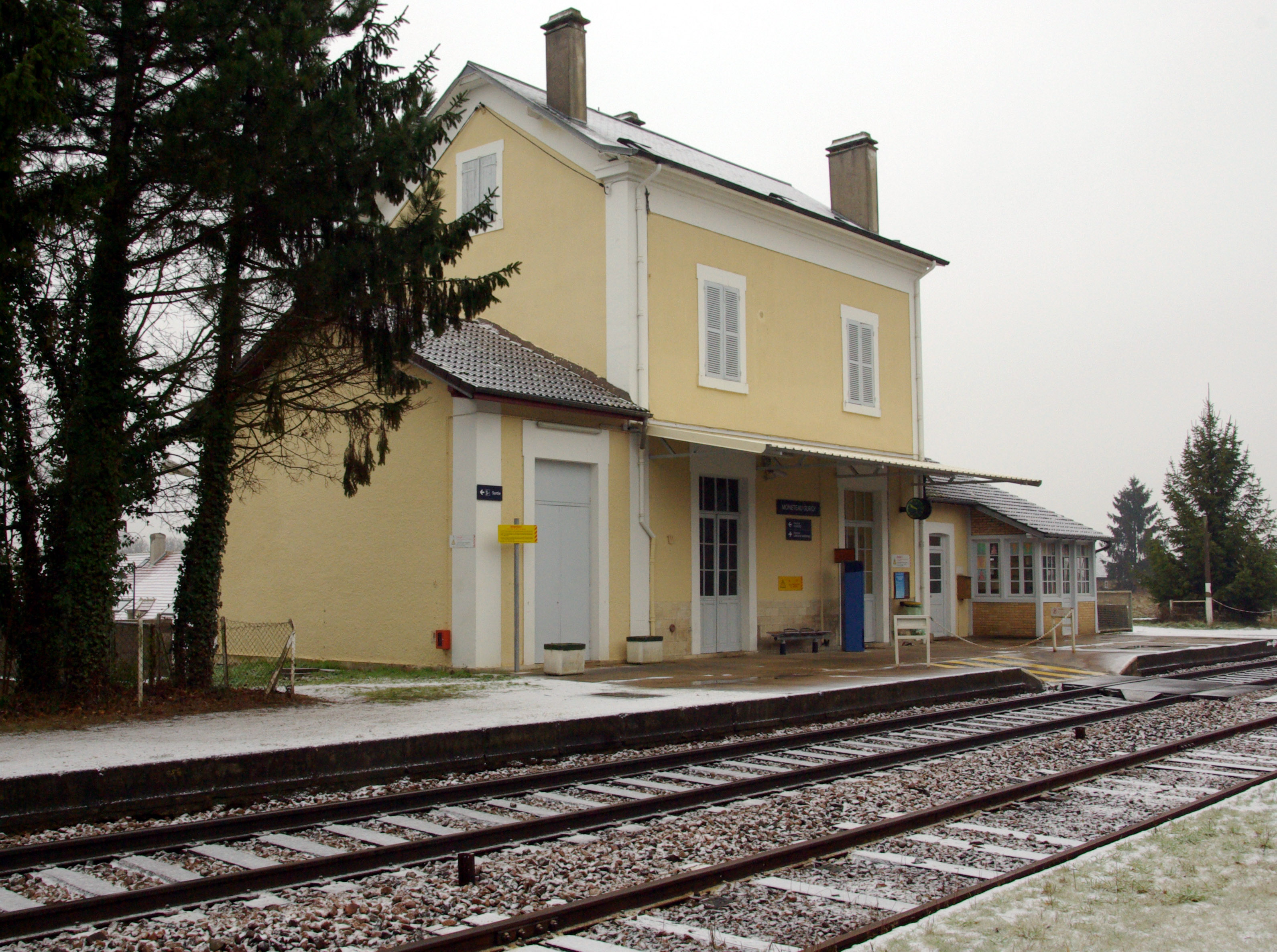
莫内托-居尔日火车站

### 公路
A6高速公路经过莫内托境内并设有19号出入口，此外约讷省省道D84线、D158线、D203线和D319线在莫内托境内交汇。
2018年，81.5%的莫内托家庭拥有至少一辆私人汽车。2019年，莫内托境内共发生各类交通事故1起，造成1人受伤。

### 铁路
莫内托位于拉罗什-米热讷－科讷铁路上。莫内托-居尔日站位于镇中心，停靠往返于拉罗什-米热讷站和欧塞尔一线的区域列车，部分车次可延伸至克拉姆西。

### 航空
距离莫内托最近的民用航空站为巴黎-奥利机场，距离莫内托市中心的公路里程约148公里。

### 城市公共交通
莫内托是欧塞尔城市公共交通（商业名称为）的服务范围。截至2021年11月，该系统共包括8条常规公交线路，其中公交6路、7路和校车S2线、S4线经过了莫内托市区。

## 政治

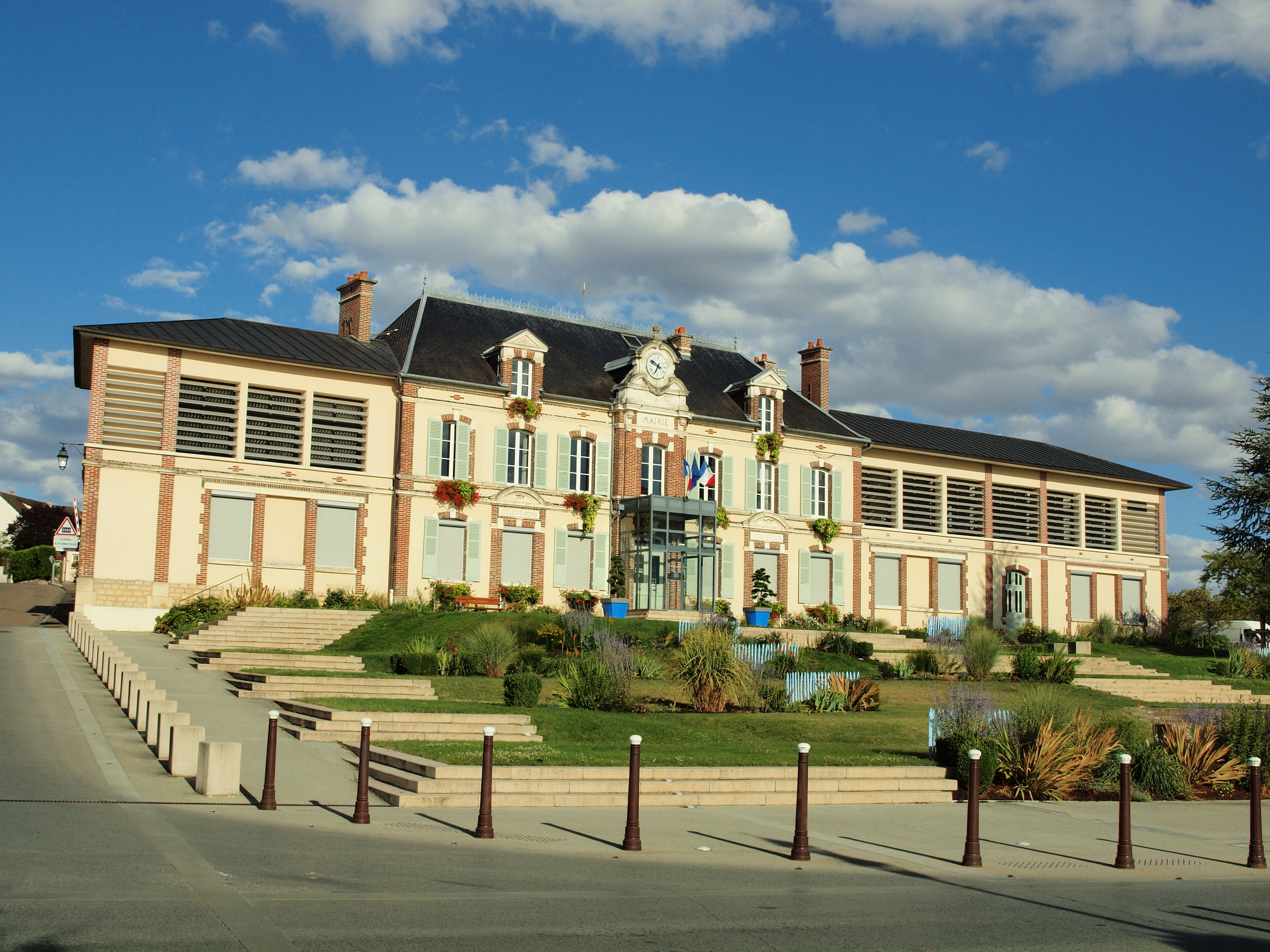
莫内托市政厅

莫内托的现任市长为阿尔蔓达·居布兰女士（Arminda Guiblain），她是一名右翼无党派人士，在2020年的市政选举中获得了50.86%的支持率。
在2017年的法国总统大选中，法国第25任总统埃马纽埃尔·马克龙在莫内托获得了61.3%的支持率。

## 人口
2018年，莫内托市镇人口数量为4,127，在法国排名第2,689位。其中男性1,999人，女性2,128人，75岁及以上人口占10.3%，外籍人口数量为717人，人口密度为227人/平方公里，当地居民被称为（男性）或（女性）。2019年，莫内托境内出生32人，死亡人口33人。
| 年份   | 1936 | 1946  | 1954  | 1962  | 1968  | 1975  | 1982  | 1990  | 1999  | 2006  | 2007  | 2012  | 2017  | 2018  |
| ------ | ---- | ----- | ----- | ----- | ----- | ----- | ----- | ----- | ----- | ----- | ----- | ----- | ----- | ----- |
| 人口數 | 827  | 1,119 | 1,960 | 1,364 | 1,734 | 2,869 | 3,821 | 4,239 | 4,226 | 3,898 | 3,826 | 3,999 | 3,985 | 4,127 |

## 经济
截止2021年11月，莫内托共有各类用人单位（包含自雇）577家，平均历史为15年，其中91.12%为中小型企业（PME）。（包装生产）、（农具）及（生鲜产品销售）是当地2020年营业额最高的三个企业，分别为64,081,336欧元、51,061,805欧元和36,525,086欧元。

## 财政与居民收入
2019年，莫内托的财政收入总额为6,014,380欧元，财政支出总额为5,609,070欧元，当年的债务总额为2,199,360欧元。2021年，莫内托共获得37,087欧元的国家财政补助，比上一年增加了0.28%。
2019年，莫内托的人均月收入总额为2,222欧元，其中高级职员为3,866欧元，低于法国平均水平（4,230欧元）；中级职员为2,482欧元，高于法国平均水平（2,411欧元）；普通职员为1,655欧元，低于法国平均水平（1,740欧元）。
2018年，莫内托境内的青壮年（15至64岁）失业率为10.2%，当地58.7%的家庭拥有纳税资格，平均纳税2,770欧元，低于法国平均水平（3,888欧元）。

## 社会事务

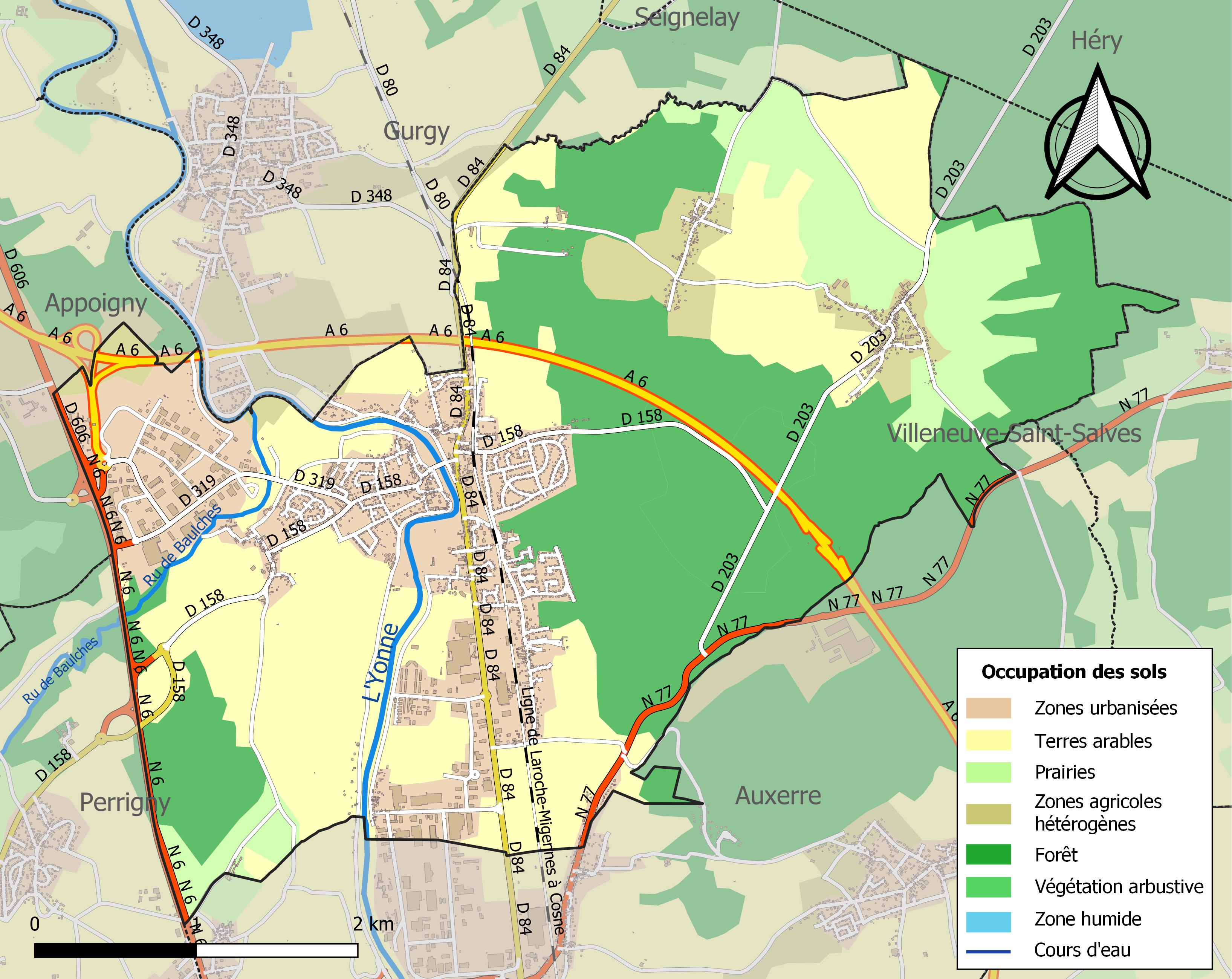
莫内托土地利用情况地图

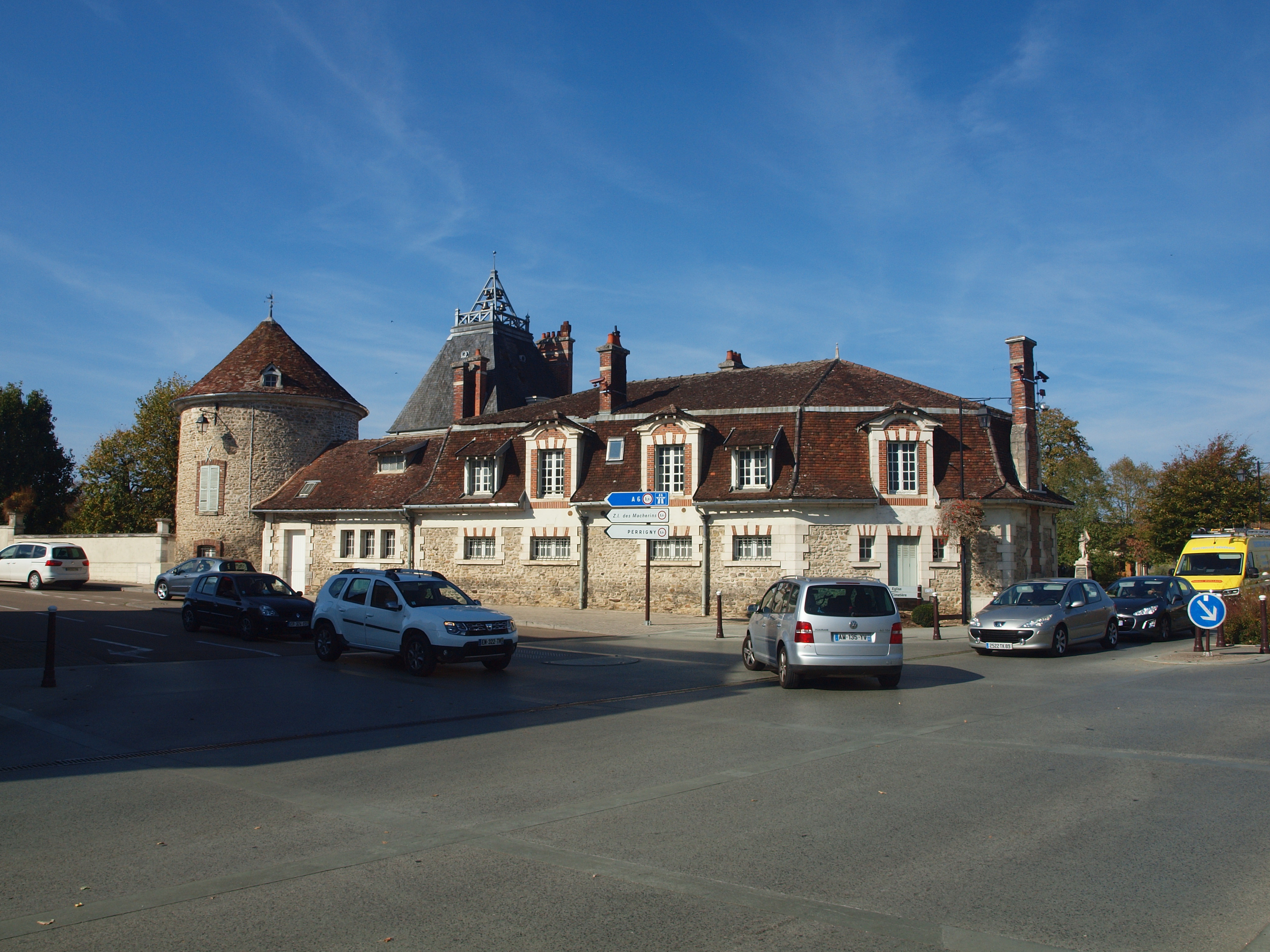
莫内托镇中心的学校

### 教育
莫内托属于第戎学区。截止2020年1月1日，莫内托境内共有2所幼儿园和2所小学。

### 医疗
截止2020年1月1日，莫内托境内共有全科医生3名、保健师3名、牙医1名和护士7名。境内共有药房2家、残疾人帮扶中心2家。
距离莫内托最近的区域性医疗机构为欧塞尔中心医院（Centre Hospitalier d'Auxerre），其主病区位于欧塞尔市区西部，距离莫内托市区的正常车程在10分钟以内，该院设有床位572个，是当地规模最大的公立综合性医院。

### 住房
2018年，莫内托境内共有各类住房1,994套，其中84.5%为独立式居民区，15.3%为集中式居民区。常住房屋占莫内托市镇范围内居民建筑总量的90.3%。
在住房保障政策方面，2020年，莫内托境内共有224户家庭获得了住房经济补助，受益人数占总人口数量的5.4%，其中206份为房租补助。

### 商业
2019年，莫内托境内共有各类实体商铺114家，其中餐厅10家、大型超市6家、杂货店1家、面包房3家、肉铺1家、装饰品店4家、银行门店3家、美容美发店10家、汽车维修店14家。市区西部建有开放式商业街区。

### 体育
2020年，莫内托境内共有1间体育馆、4处网球场、1处足球或橄榄球场以及1处篮球或排球场。
截至2021年11月，莫内托足球俱乐部（Football Club de Monéteau）是当地唯一的注册足球队，2021至2022赛季参加约讷省足球联赛。

### 环境
莫内托的环境事务由其所属的公共社区负责。2019年，莫内托境内共有2家污染企业。

### 治安
莫内托所在地是欧塞尔宪兵总队的管辖范围。2020年，该宪兵总队辖区内共159个市镇累计发生各类案件3,583起，其中盗窃类案件1,517起，经济类案件897起，毒品交易类案件214起。

## 文化

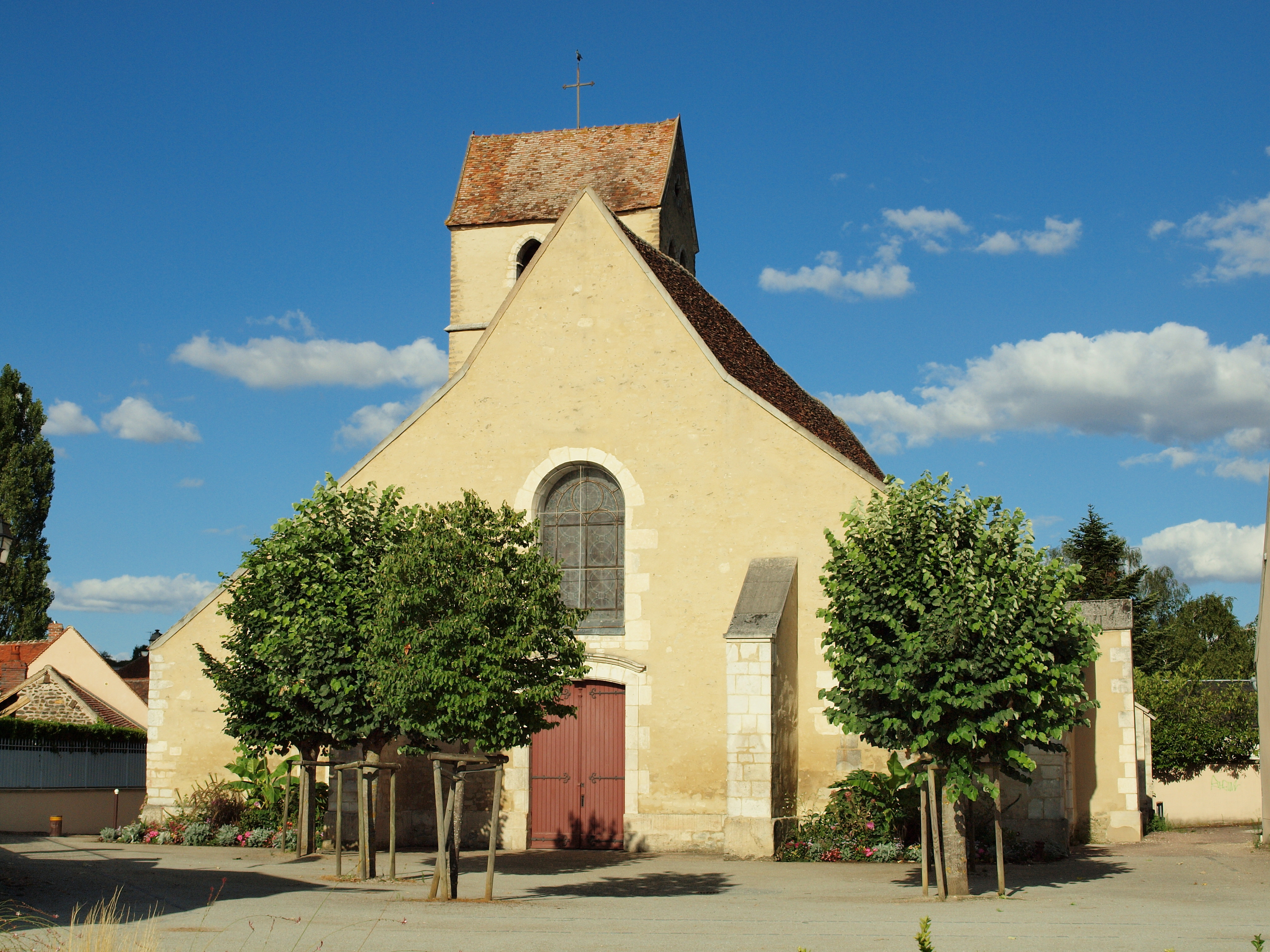
圣西尔-圣朱莉叶特教堂

2020年，莫内托境内暂无任何文化设施。莫内托市政府提供多媒体中心，向公众全年开放。

### 建筑
莫内托境内有多处历史建筑，其中横跨约讷河的埃菲尔桥（Pont Eiffel de Monéteau）是法国国家文物保护单位，也是当地的地标性建筑物。

### 旅游
莫内托的旅游事务由其所属的公共社区负责。2021年，莫内托境内共有6家酒店共计392间房间。

### 媒体
法国主要的媒体均可在莫内托接收，法国电视三台下属的勃艮第-弗朗什-孔泰大区频道在部分时段播出莫内托所属区域的地方新闻。《约讷省共和报》和蓝色法兰西欧塞尔广播是当地主要的地方性媒体。

## 友好城市
截至2021年11月，莫内托共与一座城市互为友好城市关系：
- 德国 弗伦